# Tamminiemi
Tamminiemi (Fins) of Ekudden (Zweeds) is de voormalig residentie van de president van Finland in de Finse hoofdstad Helsinki. Tegenwoordig is het een museum gewijd aan president Urho Kekkonen die er 30 jaar lang woonde.

## Geschiedenis
Het jugendstil-huis werd in 1903 gebouwd door de architecten Sigurd Frosterus en Gustaf Strengell voor de Deense zakenman Jörgen Nissen. Het is daarna in het bezit geweest van meerdere mensen totdat het in 1924 gekocht werd door uitgever en kunstverzamelaar Amos Anderson. In 1940 schonk Anderson het huis aan de Finse staat, zodat het als de presidentiële woning kon dienen. Hoewel de presidenten Risto Ryti en Carl Gustaf Mannerheim er ook tijdens hun ambtstermijn woonden, werd het vooral bekend als de woning van Urho Kekkonen. Toen Kekkonen wegens slechte gezondheid in 1981 aftrad schonk de Finse staat het huis aan hem. Na de dood van Kekkonen werd het huis een museum dat in 1987 openging.